# Ганнівка (Голованівський район)
Га́ннівка (в минулому — Серезліївка) — село в Україні, у Новоархангельській селищній громаді Голованівського району Кіровоградської області. Населення становить 568 осіб.

## Історія
1859 року у власницькому селі Серезліївка Єлисаветградського повіту Херсонської губернії, мешкало 178 осіб (87 чоловічої статі та 91 — жіночої), налічувалось 36 дворових господарства, існувала православна церква.
Станом на 1886 рік у колишньому власницькому селі, центрі Серезліївської волості, мешкало 214 осіб, налічувалось 61 дворове господарство, існували православна церква й школа.
За даними 1894 року у селі Серезліївка й земській станції Євдотіївка Тишківської волості мешкало 391 особа (224 чоловічої статі та 167 — жіночої), налічувалось 75 дворових господарств, існували православна церква, церковно-парафіяльна школа на 35 учнів (30 хлопчиків й 5 дівчаток), 2 лавки, штофна лавка.
За переписом 1897 року кількість мешканців зросла до 493 осіб (266 чоловічої статі та 227 — жіночої), з яких 476 — православної віри.
У 1904 році біля села археолог Данило Щербаківський дослідив 12 курганів на мисі, утвореному річкою Кагарлик та струмком. У курганах № 4 та № 7 виявлено поховання, віднесені до трипільскої культури. Серезліївка стала епонімом серезліївської культури Пізнього Трипілля СІІ.

## Населення
Згідно з переписом УРСР 1989 року чисельність наявного населення села становила 601 особа, з яких 272 чоловіки та 329 жінок.
За переписом населення України 2001 року в селі мешкало 568 осіб.

### Мова
Розподіл населення за рідною мовою за даними перепису 2001 року:
| Мова       | Відсоток |
| ---------- | -------- |
| українська | 90,49 %  |
| російська  | 4,23 %   |
| молдовська | 2,64 %   |
| вірменська | 2,11 %   |
| білоруська | 0,53 %   |